# スタン・マーシュ
スタン・マーシュ（Stanley "Stan" Marsh）はアニメ「サウスパーク」に登場する人物である。公式ホームページには「一般人」、「かなり平凡な少年」、「混乱した子供」で紹介されている。

## 基礎データ
声：結城比呂（WOWOW版）、阪口大助（FOX版）、植田有紀（無修正映画版）、金子沙希（Netflix版） / 英 - トレイ・パーカー
本名：スタンリー・マーシュ
渾名：スタン・ダッサーシュ（Stan Darsh）- 第6シーズン3話「Asspen（スキーなんか大嫌い）」、サタンリー・マーシュ
性別：男性
誕生日：10月19日
学年：小学3年生→小学4年生（8歳→9歳→10歳）
番地：2001
日本語吹き替え版での一人称：俺（たまに僕）
キャラクターのモデル：トレイ・パーカー

## 概要
作者によれば「すべてにおいて平均的アメリカ家庭の子供」という設定で作られたキャラクターであり、頭の回転が速く機転が利き、まともと言えばまともなので主人公4人の中ではまとめ役となっている。なお、モデルはトレイ・パーカー（Trey Parker）本人であり、両親の名前も実在のトレイの両親と同一である。瞳の色は青、喘息を患っている。恥ずかしがったり極度に呆れると、下を向いて目を瞑り眉間を押さえる癖があり、これは母親譲りと推測される。常に茶色の上着と赤い手袋を身に着け、赤いポンポンが付いた青い帽子を被っているが帽子を脱ぐと父親似の黒髪。ある種のカリスマがあるらしく第9シーズン12話「Trapped in the Closet」ではサイエントロジーの教祖へと祭り上げられたこともあった。スポーツが得意でフットボールチームの花形クォーターバックをしたり第10シーズン14話「Stanley's Cup」ではちびっこホッケーの監督を任された。また、車やバスの運転をすることも出来る(無論、無免許である)。更にギターも弾けるが、ギターヒーローというゲームの方が得意な様で本物はダサいと言っている。第11シーズン14話「The List」のエピソードでは女子にクライドとトークンの次に顔が良いと投票されていたが調子に乗る事もなく最下位とされたカイルの事を気遣うなど（その後リストはクライドを1位にするために改ざんされていた事が判明し、本物の1位はクレイグだった）友情に厚く、カイルとは一番の親友で何回か命を救っている。病院を怖がる傾向にあり、手術中の患者の体内に吐いたことも。「Dude!」が口癖（これはカイルも同様）。好きな女の子と良い雰囲気になると緊張と興奮から吐いてしまう繊細な体質。（後に、少しずつ克服したようだ）
ガールフレンドにウェンディ・テスタバーガーがいる。ウェンディには第7シーズン第14話『子供キャバクラVSゴスキッズ』（Raisins）で一方的に振られ、そのショックから暫く立ち直れずゴスに入り人生を悲観していたがウェンディに直接別れたくないとは言えなかった。その後、立ち直ってもウェンディのことを気にしていたらしく第9シーズン第10話『Follow That Egg!』で見直してもらおうとしたりウェンディとペアを組んだカイルに嫉妬していた。第12シーズン第7話では校外学習の際にウェンディとペアを組み手を繋いで行動するなど二人の関係の修復は順調な様子。第14シーズン第4話『You have 0 Friends』ではスタンのfacebookでのプロフィールの「男女関係」がシングルであったことについてウェンディから訂正するよう抗議を受ける。
しばしば聖書の言葉と混同してスタートレックの名言を引用する事がある。姉のシェリーに虐待を受けているが献身的に接している。スパーキーという名のゲイの犬を飼っている。蛇は大の苦手。動物好きだが、それが昂じて過激な行動に出ることがある。第6シーズン5話「監禁された赤ちゃん牛（Fun with Veal）」では屠殺に反対して多数の子牛を盗んだり、第8シーズン14話「Woodland Critter Christmas」では、森の動物たちをピューマから助けたつもりが反キリストを生誕させてしまったりしている（ただし、この話はカートマンが学校の課題として創作した話である）。また、第13シーズン11話「Whale Whores」では捕鯨に反対してシーシェパードの船員となり日本と戦ってテレビに出演するなど、並みならぬ行動力をも持つ。ヒーローごっこ時の名前は「ツールシェド（toolshed）」。

## 人格
スタンは、4人の男の子の中でも最も繊細である。「ケニー、死亡。（Kenny Dies）」では病気になったケニーと顔を合わすことが困難になり、「子供キャバクラVSゴスキッズ（Raisins）」ではトークンに彼のガールフレンドを奪われて落胆している。しばしばお説教好きで、はやりの物に対して批判的である。これは、「腎臓移植で鼻から牛乳（Cherokee Hair Tampons）」でミス・インフォメーションと彼女の店に疑問を投げかけたとき、「カルトっQ丸刈りータ☆で大脱走（The Super Best Friends）」でデイビッド・ブレインの自殺カルト宗教との戦いを助けたとき、そして「彷徨えるケニーの魂と宇宙最秀の浣腸野郎（The Biggest Douche in the Universe）」で、ジョン・エドワードの悪魔祓いの真偽について責めるときなどでわかる。彼は『腎臓移植で鼻から牛乳』で「めちゃくちゃ痛くてもかまわないから」と腎臓をカイルに提供すると述べ、正義感を垣間見せた。また彼は、日本人による捕鯨問題にサウスパークでただ一人立ちあがった。（Whale Whores）
彼はしばしば詐欺、カルト宗教などのサウスパークで起きたさまざまな問題に影響を受けず、間違った習慣や有名人達の過ちを冷静に見抜いている。しかし、時々カイルがこの役割を引き受けスタンが騙されることもある。例えば「オネエはタマげたクラブピープル（South Park is Gay）」でのメトロセクシャルなど。しかし、スタンはサウスパークの他の誰よりも圧倒的に詐欺と企業腐敗への理解があり、崇拝の危険性を特に良く把握している。彼はしばしば他人に対して嘲笑的傾向があり、そのせいで敵を作ったり、有名人に赤っ恥をかかせてしてしまうことが多い。彼の父（スタンの一番身近な影響者）がむしろ役に立たなくて未熟であるため、あまり大人を信用していないようである。スタンとカイルは、特に初期のエピソードの時点では同じような性格だったが、シーズンが進むにつれ、より個性的になった。彼らは4人のなかでも特に親友だと考えられる。一応、カートマンとケニーも親友。
これが真実かただのジョークか定かではないが、彼はシリーズ中でうつ病を患った。ウェンディと別れたとき、彼は本当に落胆して絶望的になっていた。そして短期間だがゴス・キッズの仲間入りをしていた。また、スタンの薬物乱用疑惑については「愛犬スパーキーのおホモだち（Big Gay Al's Big Gay Boat Ride）」でのカートマンの発言"Stan, you need to lay off the cough syrup,"（吹き替え版では葉っぱかキノコ）と「ニラミ・ガエルをニラミ・カエセ（The Mexican Staring Frog of Southern Sri Lanka）」でのジンボの発言がある。これはQuest for Ratingsにおいて咳止めでハイになったり、「渡る世間は「金」だより（Red Man's Greed）」でペンキシンナーを吸引することによってSARSの治療法を見つけ出したことなどもある程度の裏づけとなっている。
スタンはとても動物好きである。「ケニー、火山噴火で爆死（Volcano）」でジンボとの狩りに抵抗したり、「Douche and Turd」でPETAメンバーになったり、「監禁された赤ちゃん牛（Fun with Veal）」で赤ちゃん牛を救おうとしたり、「爆笑短小ビンビンラディン（Osama Bin Laden Has Farty Pants）」ではヤギを所有者まで返そうとした。良かれと思っての行為だが、これらの干渉はしばしば彼らを深刻なトラブルへと導いている。「Free Willzyx」においてはメキシコのロケットでシャチを月へ連れて行かせることに成功した。「Two Days Before the Day After Tomorrow」で彼とカートマンがボートを爆発させた際は"I hope we didn't hurt any beavers."と発言している。「Fun with Veal」のエピソードでは、一時的にベジタリアンになった。しかし文字通り"turned him into a pussy"となった苦しみですぐに諦めた。また彼は「Whale Whores」でクジラとイルカを日本人から救おうと試みたこともある。
スタンは時に哀れみ深く、「ManBearPig」でアル・ゴアに「友達がいない」ことで気の毒になり彼を弁護した。しかし、その後のアル・ゴアの身勝手な行動に痺れを切らしたスタンは、「友達がいないからマンベアピッグで注目集めてるだけだろ！」と言い放った。だがアル・ゴアは映画を撮りに行くといって気にしていなかった
シーズン15のエピソード7では「見るもの行うものがクソに見える」精神症状が出てしまい、食べ物が糞便に見えたり他者が糞便を撒き散らしているような幻覚も見える始末であった。それに関連してカイルなどとの人間関係も破綻しかけ、両親も2度目の離婚を経験するなどの苦難を経験したが、結果としては同シーズンエピソード8において酒の力で解決した（同エピソードのオチとして起き抜けに酒をあおるシーンが挿入されている）。その後も、当初の常識人ぶりが嘘のような依存体質やメンタルの弱さを見せ付け、度々カイルを悩ませる。